# Districtul Mátészalka
Mátészalka (în maghiară Mátészalkai járás) este un district în județul Szabolcs-Szatmár-Bereg, Ungaria.
Districtul are o suprafață de 624,7 km2 și o populație de 64.810 locuitori (2013).